# Allen (Nebraska)
Allen és una població dels Estats Units a l'estat de Nebraska. Segons el cens del 2000 tenia 411 habitants.

## Demografia
Segons el cens del 2000, Allen tenia 411 habitants, 166 habitatges, i 111 famílies. La densitat de població era de 428,9 habitants per km².
Dels 166 habitatges en un 28,3% hi vivien nens de menys de 18 anys, en un 58,4% hi vivien parelles casades, en un 6% dones solteres, i en un 33,1% no eren unitats familiars. En el 26,5% dels habitatges hi vivien persones soles el 18,1% de les quals corresponia a persones de 65 anys o més que vivien soles. El nombre mitjà de persones vivint en cada habitatge era de 2,48 i el nombre mitjà de persones que vivien en cada família era de 3,05.
Per edats la població es repartia de la següent manera: un 27,5% tenia menys de 18 anys, un 5,1% entre 18 i 24, un 24,3% entre 25 i 44, un 19,7% de 45 a 60 i un 23,4% 65 anys o més.
L'edat mediana era de 40 anys. Per cada 100 dones de 18 o més anys hi havia 88,6 homes.
La renda mediana per habitatge era de 34.000 $ i la renda mediana per família de 40.521 $. Els homes tenien una renda mediana de 30.341 $ mentre que les dones 15.769 $. La renda per capita de la població era de 15.264 $. Aproximadament l'1,8% de les famílies i el 4,6% de la població estaven per davall del llindar de pobresa.

## Poblacions més properes
El següent diagrama mostra les poblacions més properes.